# Неотложные состояния в медицине

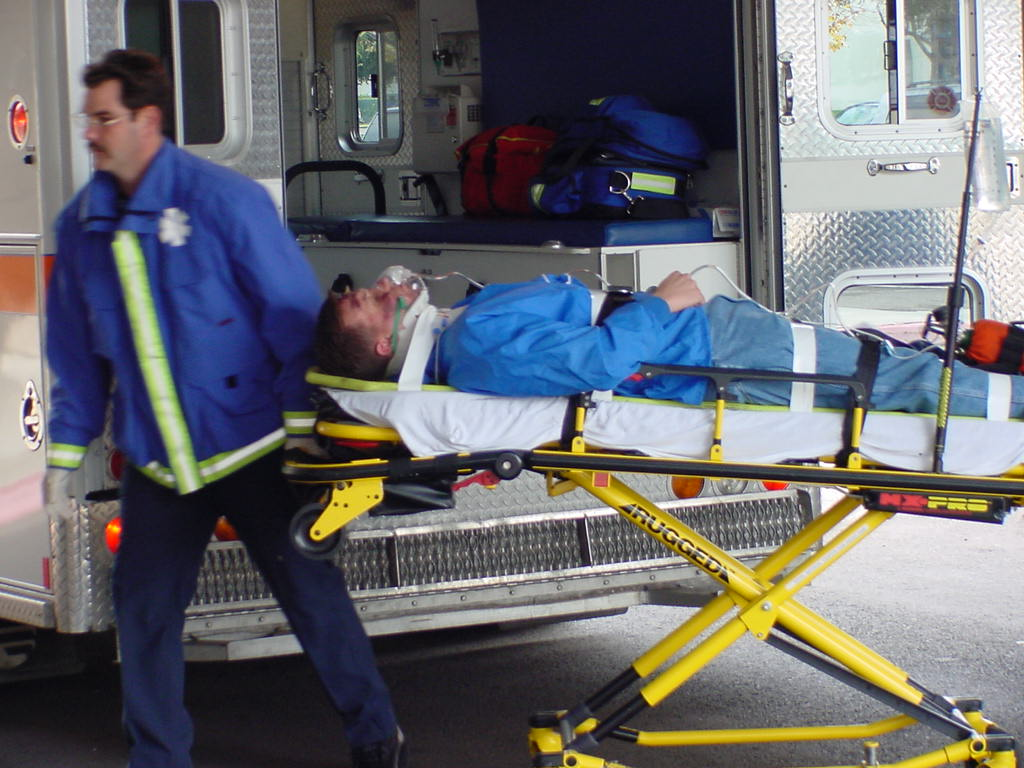
Транспортировка пострадавшего.

Неотло́жные состоя́ния — совокупность симптомов (клинических признаков), требующих оказания первой помощи, неотложной медицинской помощи, либо госпитализации пострадавшего или пациента. Не все перечисленные ниже состояния угрожают жизни непосредственно, но при этом они требуют оказания помощи в целях предотвращения значительного и долгосрочного воздействия на физическое или психическое здоровье человека, оказавшегося в таком состоянии.
Служба скорой помощи — одно из важнейших звеньев системы оказания медицинской помощи населению, а неотложная помощь — вершина врачебного искусства, в основе которого фундаментальные знания из различных областей медицины, объединённые практическим опытом.

## Неотложная хирургия

### Раны
| - Резаная рана - Колотая рана - Колото-резаная рана - Рубленая рана | - Рваная рана - Укушенная рана - Скальпированная рана - Огнестрельная рана | - Размозжённая рана - Ушибленно-рваная рана - Отравленная рана - Раневая инфекция |

### Кровотечения
- Острые желудочно-кишечные кровотечения
- Легочные кровотечения

### Травмы и повреждения
| - Повреждения опорно-двигательного аппарата - Повреждения груди - Повреждения живота - Ущемлённые грыжи - Острая кишечная непроходимость - Повреждения мужских половых органов | - Прободная язва - Острая непроходимость магистральных артерий - Множественные и сочетанные повреждения - Синдром длительного сдавления - Повреждения женских половых органов |

### Шок
- Анафилактический шок
- Травматический шок
- Гемотрансфузионный шок
- Кардиогенный шок
- Гиповолемический шок
- Инфекционно-токсический шок
- Септический шок
- Нейрогенный шок
- Комбинированный (сочетает элементы различных шоковых состояний)

### Ожоги
Ожоговый шок считают разновидностью травматического, однако между ними гораздо больше различий, чем сходства [Арьев Т. Я., 1966]. Возникновение ожогового шока результат поражения кожи различными термическими агентами (пламя, горячие жидкости, электрический ток, тепловое излучение, раскалённые предметы и так далее) и появлением обширной зоны болевой импульсации. Химические ожоги не являются следствием действия высокой температуры, но по своему течению сходны с термическими поражениями. Иногда в отдельную категорию выделяют радиационные ожоги.

## Неотложные состояния в клинике глазных болезней
За редким исключением заболевания глаз не являются поводом для вызова бригады скорой медицинской помощи. Другое дело травма глаза, при которой вызов врача на место происшествия — обычное явление. Если помощь не будет оказана своевременно, то пациент рискует расплатиться за это слепотой одного, а иногда и обеих глаз.

| - Ранения глаза - Инородное тело конъюнктивального мешка - Контузия глаза | - Ожог глаза - Кератоконъюнктивит - Острый иридоциклит |

## Неотложные состояния в клинике болезней уха, горла и носа
| - Носовое кровотечение - Кровотечение из глотки - Кровотечение из пищевода - Кровотечение из гортани - Кровотечение из уха - Травма носа - Травма придаточных пазух носа | - Травма гортани и трахеи - Травма уха - Инородное тело носа - Инородное тело гортани, трахеи и бронхов - Инородное тело уха - Инородное тело пищевода |

## Неотложные состояния в урологии
| - Почечная колика - Гематурия - Острая задержка мочи | - Анурия - Повреждения мочевыводящих путей - Повреждения наружных половых органов |

## Неотложные состояния в клинике внутренних болезней

### Острые аллергические реакции
- Отёк Квинке

### Неотложные состояния в клинике инфекционных болезней
- Инфекционно-токсический шок (менингококковая инфекция)
- Гиповолемический шок (холера, пищевые токсикоинфекции)
- Острая дыхательная недостаточность (обструкция и ларингоспазм: дифтерия, вирусный круп; ларингоспазм: бешенство, столбняк; паралич дыхательных мышц: ботулизм, полиомиелит)
- Тяжёлый и осложнённый грипп
- Дифтерия
- Острая печёночная недостаточность (вирусные гепатиты (острые и хронические), цирроз печени)
- Острая почечная недостаточность (септические формы инфекции, малярия, геморрагическая лихорадка с почечным синдромом, лептоспироз)
- Малярия

### Неотложные состояния в кардиологии
| - Ишемическая болезнь сердца - Инфаркт миокарда - Гипертонический криз | - Нарушения сердечного ритма - Блокада сердца |

### Неотложные состояния в пульмонологии
- Острая пневмония
- Пневмоторакс
- Тромбоэмболия лёгочной артерии
- Астматический статус

### Неотложные состояния в токсикологии и радиационной медицине
- Отравление угарным газом
- Отравление фосфорорганическими соединениями
- Отравление метгемоглобинообразователями
- Радиационные поражения внутренних органов
- Отравление радионуклидами
- Отравление этанолом
- Отравление метанолом
- Отравление суррогатами алкоголя

### Неотложные состояния в клинике эндокринных болезней
| - Аддисонический криз - Гиперкальциемический криз - Гипокальциемический криз - Гипогликемическая кома | - Диабетическая кома - Микседематозная кома - Тиреотоксический криз |

## Неотложные состояния в акушерстве и гинекологии
- Акушерское пособие на догоспитальном этапе
- Акушерские кровотечения
- Поздний токсикоз беременных
- Кровотечения в гинекологической практике
- Острый живот в гинекологии

## Неотложные неврологические и нейрохирургические состояния
| - Острые нарушения мозгового кровообращения - Инсульт - Ишемический инсульт - Геморрагический инсульт - Внутримозговое кровоизлияние - Субарахноидальное кровоизлияние - Тромбоз венозных синусов (Тромбоз кавернозного синуса) - Инфекционные заболевания нервной системы - Менингит - Энцефалит - Арахноидит - Миелит - Паразитарные поражения нервной системы - Эхинококкоз головного мозга - Цистицеркоз головного мозга | - Эпилептический статус - Судорожные состояния - Черепно-мозговая травма - Поврежедения позвоночного столба и спинного мозга - Опухоль ЦНС - Дислокация мозга - Нейроинтоксикация - Синдром Гийена — Барре |

## Неотложные состояния в психиатрии
| - Делирий - Галлюцинаторно-бредовое возбуждение - Депрессивно-параноидное возбуждение - Меланхолическое возбуждение - Психопатическое возбуждение | - Истерическое возбуждение - Эпилептиформное возбуждение - Кататоническое возбуждение - Маниакальное возбуждение - Острые психозы |

## Неотложные состояния в клинике детских болезней
- Нейротоксикоз
- Кишечный токсикоз
- Острая дыхательная недостаточность у детей